# Alex Borstein
Alexandrea "Alex" Borstein (født 15. februar 1973) er en amerikansk skuespiller, producer, sanger, tegnefilmsdubber, manuskriptforfatter og komiker. Bedst kendt for at lægge stemme til Lois Griffin i den animerede komedieserie Family Guy, for hvilken hun også er producer og manuskriptforfatter.